# 343 Guilty Spark
343 Guilty Spark, (en español Chispa Culpable 343), también conocido como El Monitor por los humanos y conocido como El Oráculo por el Covenant es un personaje de ficción del universo de Halo, presente en casi todos los videojuegos y novelas de la serie.

## Antecedentes
343 Guilty Spark es una entidad con inteligencia artificial encargada de vigilar y mantener la Instalación 04, que los humanos o y El Covenant conocen como "Alpha Halo, o Halo o ".
A diferencia de otras entidades de inteligencia artificial que se encuentran en el universo de Halo, 343 Guilty Spark está contenido dentro de un dispositivo físico, al que está unido invariablemente. Posee varias habilidades, como la capacidad de interactuar con sistemas computarizados cuando se encuentra cerca de ellos, puede volar, y es prácticamente indestructible. También tiene acceso a la red de teleportación de la Instalación 04. Sin embargo, puede ser inmovilizado por un campo magnético lo suficientemente fuerte, como ocurre en Halo 2. Posee una única habilidad defensiva y es la de lanzar un potente rayo rojo de su ojo contra cualquier objetivo (esto se ve en Halo 3, cuando salva al Jefe Maestro del ataque de un Flood por la espalda cuando este obtiene el mensaje de Cortana y poco antes de ser muerto por el Jefe Maestro)
343 Guilty Spark también controla a los centinelas de Halo. Esta capacidad solo incluye a los Centinelas de la Instalación 04. No tiene el más mínimo control sobre los Centinelas de 2401 Penitent Tangent en la Instalación 05. Se puede asumir que el Monitor requiere de cierta proximidad con los centinelas para ser capaz de manipularlos, o alternativamente alguna clase de red de comunicación para transmitir su señal sobre largas distancias. (En Halo, 343 Guilty Spark podía comandar a sus Centinelas desde distancias grandísimas, pero una vez la Instalación 04 fue destruida, solo controlaba a los centinelas más cercanos).
343 Guilty Spark no se encuentra completamente integrado a los sistemas de Halo, de hecho, la Instalación parece estar compuesta por varios sistemas completamente separados para evitar una falla simultánea. Así que 343 Guilty Spark debe interactuar físicamente con los sistemas de la instalación, utilizando terminales y consolas.
343 Guilty Spark ha estado en la Instalación 04 durante 101.217 años; tiempo que ha gastado manteniendo la estructura. Tiene un gran conocimiento del Flood, los Forerunners, y el propósito general de la instalación.

## Habilidades
Las habilidades de interacción de 343 Guilty Spark parecen ser bastante avanzadas (además de la simple habilidad de volar y levitar). No solo puede acceder a los computadores Forerunners, sino que también puede infiltrarse en los sistemas alienígenas y humanos. Su habilidad técnica es magnífica; incluso en un computador humano que jamás había visto, puede autorizar operaciones a las que ni Cortana tiene acceso. Usa un rayo azul, que parte de su ojo, capaz de extraer información de cualquier dispositivo electrónico (en "Las Fauces", se ve a Spark descargando la historia humana desde una computadora), y un rayo rojo como mecanismo de defensa. Además puede crear una especie de escudo que aleja a sus enemigos y teletransportarse a sí mismo y/o a otros.

## Personalidad
La personalidad de 343 Guilty Spark es en cierta forma egoísta y excéntrica, y probablemente demente dado el largo tiempo que lleva esperando un reclamador durante miles de años, solo en halo, en busca de uno de sus creadores o un reclamador para que reactive Halo. Frecuentemente se recuerda a sí mismo que "es un genio", y tiene tendencia a murmurar y cantar sin razón aparente. Es posible que se encuentre en estado rampante y aunque todavía acepta su rol de Monitor, su deseo de conocimiento sobre los alienígenas parece ir más allá de su propósito. Parece preferir que sus compañeros biológicos permanezcan vivos, pero muestra poca pena cuando los ve morir. Suele referirse con adjetivos a sus conocidos, a los humanos los llama "Reivindicadores", al Jefe Maestro lo llama "El Recuperador" y al Profeta de la Verdad lo llama "El Entrometido". Al igual que el resto de monitores, e inteligencias artificiales desarrolladas por los Forerunners, las acciones de Spark siguen diversos protocolos, a veces mostrando poca o nula cooperación con sus aliados debido a los protocolos.

## El número 343
El número 343 es el resultado de elevar 7 (siete) a la tercera potencia (7^3), así como 2401 Penitent Tangent recibe su número al elevar 7 (siete) a la cuarta potencia. Las razones de estas correspondencias se deben a que se supone que 343 Guilty Spark está en la Instalación 04, así que por deducción, 2401 Penitent Tangent es el monitor de la Instalación 05. Agregando un dígito a cada monitor al igual que al número de la instalación.
Muchas cosas del universo de Halo tienen alguna relación con el número "7", como por ejemplo: hay 7 Halos, en Halo 3 se especifica que el día 7 del mes 7 es día de Bungie.

## Halo 3
En Halo 3 el monitor se alía brevemente con los Humanos y los Elites y guía al Jefe y sus aliados a través de la Sala de Control en el nuevo Halo y eliminar a los Flood, sin embargo al ver que el Jefe maestro, Inquisidor y el sargento Johnson planea destruir el anillo se vuelve loco, y quemó con su láser del ojo al sargento Johnson, diciendo: (Inaceptable, absolutamente inaceptable. El protocolo exige que hay que actuar). y trata con el Inquisidor y el Jefe Maestro pero es finalmente destruido cuando el valiente Spartan lo vuela con disparos de un Láser Spartan.
- Datos: Q7886454